# 더 티어스
더 티어스(The Tears)는 스웨이드 멤버였던 브렛 앤더슨과 버나드 버틀러가 만든 프로젝트 그룹이다. 데뷔 첫 활동과 투어 이후 지금까지 활동은 중단된 상태이다. 보컬 브렛 앤더슨은 현재 재결합된 스웨이드에서 보컬, 프론트맨으로서의 활동과 개인 음반 활동 중이다.

## 디스코그래피

### 음반
- Here Come the Tears (en)

### 싱글
- "Refugees" (en)
- "Lovers" (en)